# Perwez
Perwez (en való Perwé, neerlandès Perwijs) és un municipi belga del Brabant Való a la regió valona. Comprèn les seccions Malèves-Sainte-Marie-Wastines, Orbais, Perwez, Thorembais-les-Béguines i Thorembais-Saint-Trond.

## Administració
| Període     | Identitat         | Partit |
| ----------- | ----------------- | ------ |
| 2018 -      | Jordan Godfriaux  | MR     |
| 2007 - 2018 | Carl Cambron      | CDH    |
| 2006 - 2007 | Baudouin Davister | CDH    |
| 2001 - 2006 | André Antoine     | CDH    |
| 1997-2001   | Serge Heusling    | PS     |
| 1977-1997   | Marcel Strale     | PS     |